# Карате клуб Романија
Карате клуб Романија, српски карате клуб из Пала. Основан је у пролеће 1991. године, у Палама. 

## Историјат
Карате клуб Романија постоји од марта 1999. године. Првобитни назив је био Rico и бројао је око 80 чланова. Од самог оснивања клуб је члан карате савеза Републике Српске, а од 2004. године и Фудокан федерације (WФФ).
Године 2007. мијења име у карате клуб Романија. Кроз редове паљанског клуба је прошло више од 1.000 чланова свих узраста, оба пола. Каратисти Романије такмичари су до сада наступали на више од 200 такмичења и на њима освојили преко 2.500 медаља.
Петнаест чланова је наступало за репрезентације Републике Српске и БиХ и за исте освојили 38 медаља на првенствима свијета, Европе и Балкана. Најуспјешнији чланови су Милица Поповић и Војин Каришик, шампиони свијета у 2013. години. Поносно истичу више од 140 златних медаља са разних првенстава.
Најуспјешнији су клуб, по броју освојених медаља, на два до сада одржана Купа БиХ (WКФ), као и најуспјешнији клуб у традиционалном каратеу у Босни и Херцеговини за 2014. годину.
Овај паљански клуб је изњедрио више од 20 мајстора каратеа, од тога њих седам и сада тренира у клубу заједно са још више од 130 чланова. Чланови клуба редовно добијају признања на Избору спортисте општине, а истичемо да је Милица Поповић најуспјешнији спортиста општине Пале, као и града Источно Сарајево за 2013. годину, а клуб је проглашен најуспјешнијим спортским клубом општине Пале за 2014. годину.
Клуб је, поводом дана општине, добитник захвалнице општине Пале за 2011. годину за допринос у развоју спорта и промоцију општине Пале. 
Од 2002. године  је организатор Васкршњег купа, интернационалног такмичења завидног квалитета.